# Lotniskowiec eskortowy

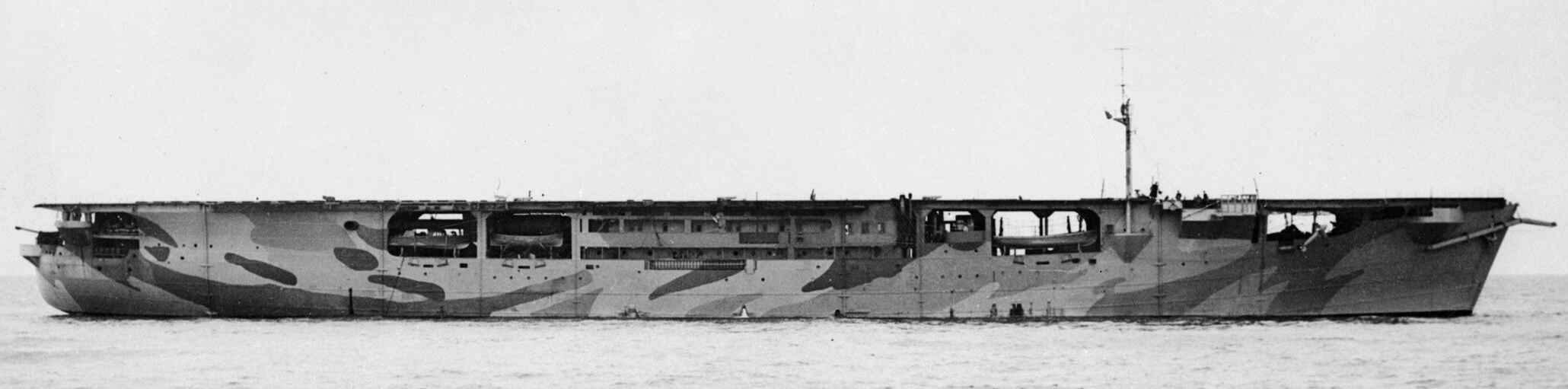
Lotniskowiec eskortowy HMS „Audacity”

Lotniskowiec eskortowy – jednostka pływająca, stosunkowo niewielki lotniskowiec z okresu II wojny światowej. Okręty tego typu używane były przez Marynarkę Wojenną Stanów Zjednoczonych, Królewską Marynarkę Wojenną i Cesarską Marynarkę Wojenną Wielkiej Japonii (np. lotniskowce eskortowe typu Taiyō). Na teatrze działań na Atlantyku były zazwyczaj używane do eskortowania konwojów i walki z okrętami podwodnymi, na Pacyfiku służyły zazwyczaj w czasie operacji desantowych, zapewniając wsparcie lotnicze jednostkom lądowym, a także do transportu samolotów ze Stanów Zjednoczonych na lotniska położone bliżej linii frontu. Japończycy wykorzystywali je podobnie do Amerykanów. 

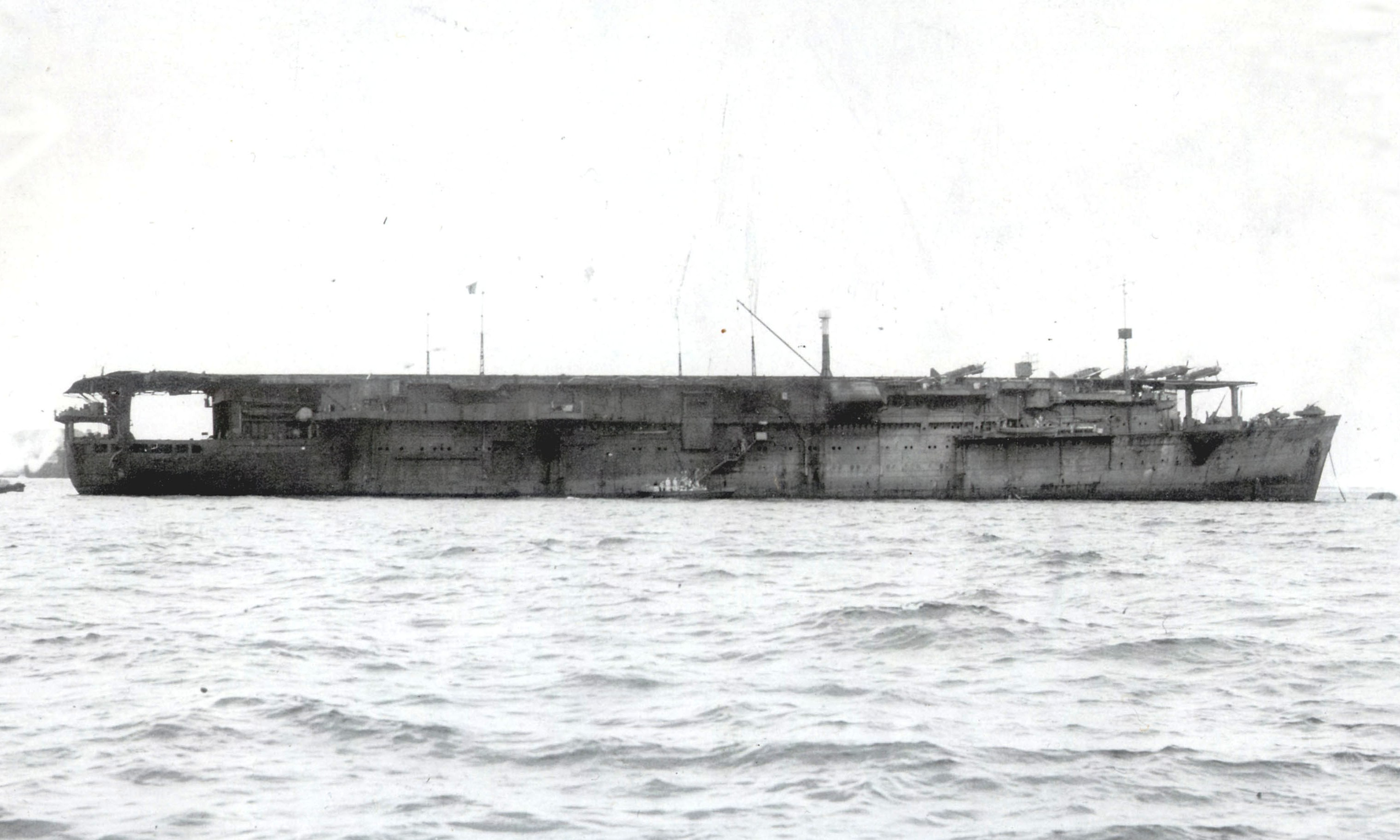
Japoński lotniskowiec eskortowy "Taiyō"

## II wojna światowa

### Historia
Pierwszym lotniskowcem eskortowym był angielski HMS „Audacity”, który powstał po przebudowie zdobycznego niemieckiego frachtowca MV Hannover w 1941, drugim HMS „Activity”, w późniejszym czasie, bazując na „Activity”, zaprojektowano pierwsze amerykańskie lotniskowce eskortowe, począwszy od USS „Long Island”.
W służbie amerykańskiej okręty tego typu otrzymały początkowo oznaczenie auxiliary aircraft escort vessels – ACV (pomocnicze eskortowe okręty lotnicze), następnie auxiliary aircraft carrier – CVA (pomocnicze lotniskowce) i ostatecznie escort aircraft carrier – CVE (lotniskowce eskortowe), ten ostatni akronim, CVE, miał według załóg tych okrętów znaczyć Combustible, Vulnerable, and Expendable, czyli „Łatwopalne, delikatne i przeznaczone na straty”. Potocznie nazywane były jeep carriers i baby flattops.

### Opis konstrukcji

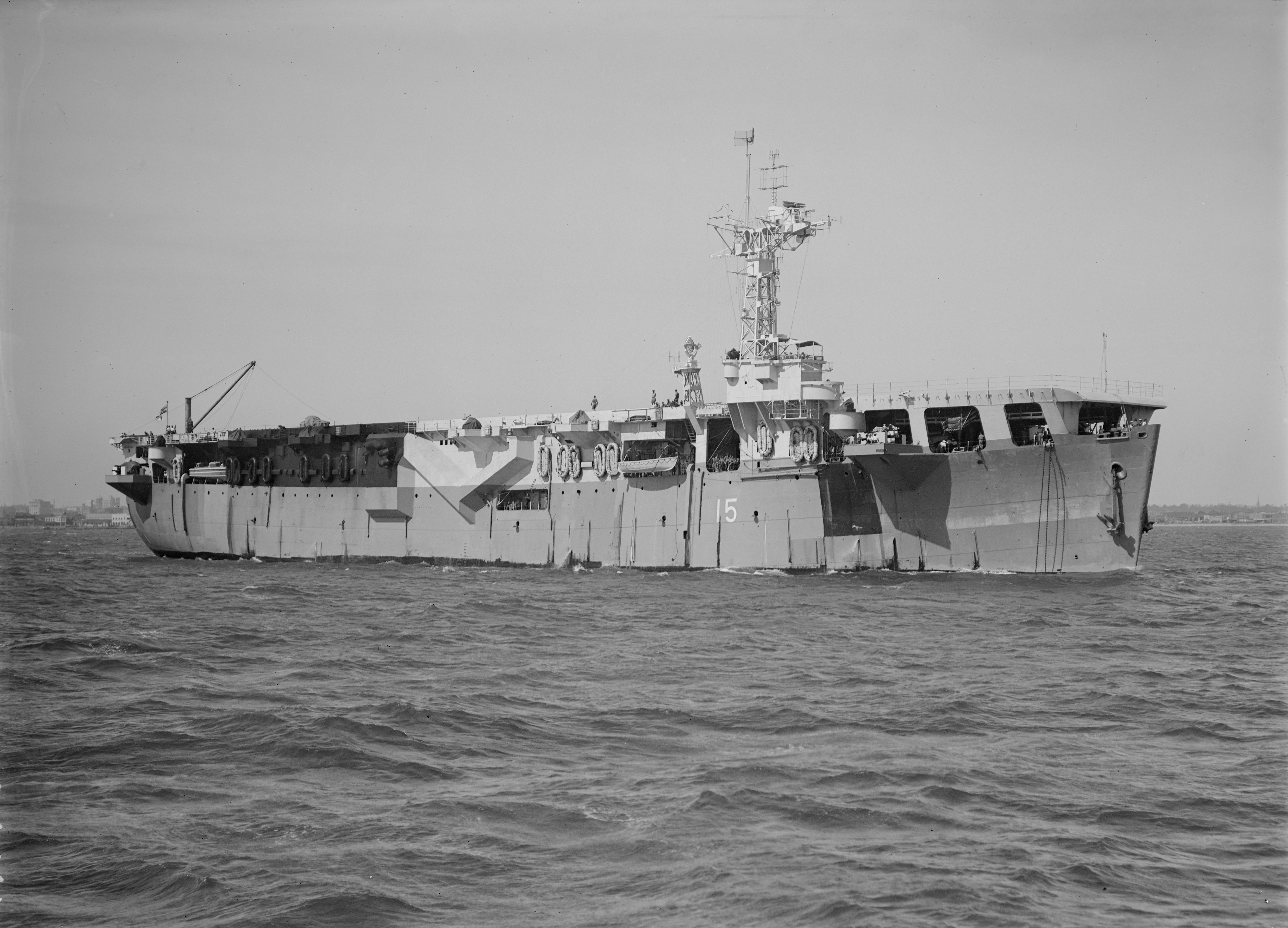
HMS Vindex, brytyjski lotniskowiec eskortowy. Grudzień, 1945

Długość typowego lotniskowca eskortowego wynosiła ok. 150 m, trochę więcej niż połowę długości typowego „lotniskowca floty” z tego okresu (ok. 270 – 300 m), a wyporność „eskortowców” wynosiła około 1/3 wyporności ich większych braci – typowo 8000 ton w porównaniu z 30000 ton. Znajdujący się pod pokładem hangar lotniczy mieścił 24 do 30 samolotów, myśliwców i bombowców tworzących „dywizjon łączony” – w porównaniu, lotniskowce typu Essex mieściły ponad 100 samolotów zorganizowanych w osobne dywizjony myśliwskie, bombowe i torpedowo-bombowe.
Do obsługi lotniskowców eskortowych potrzebna była załoga około 2/3 mniejsza niż załoga normalnych lotniskowców, ale w porównaniu z innymi okrętami załogi „jeep carriers” były znacznie większe i na pokładach tego typu okrętów przejęto zwyczaje „prawdziwych” lotniskowców – oprócz tradycyjnej mesy na ich pokładzie znajdował się jeszcze czynny 24 godziny na dobę „snack bar”, w którym można było kupić różnego typu lekkie przekąski, papierosy, a także kilka rodzajów lodów. W różnych punktach okrętu umieszczono także automaty z chipsami, orzeszkami itp.
Budowane w Stanach Zjednoczonych dla Royal Navy okręty różniły się nieco od modeli dla floty amerykańskiej – np. nie było na nich maszyn do robienia lodów, jako że było to postrzegane przez Admiralicję brytyjską jako niepotrzebny luksus, brakowało na nich także maszyn do prania, które instalowano na okrętach amerykańskich, ponieważ w marynarce angielskiej każdy marynarz miał prać swoje ubrania ręcznie. Inne modyfikacje polegały na całkowicie zamkniętej konstrukcji hangaru, jako że okręty te operowały zazwyczaj na terenie Północnego Atlantyku, eskortując konwoje arktyczne.
|            | Lotniskowce eskortowe | Lotniskowce floty  |
| ---------- | --------------------- | ------------------ |
| Długość:   | 150 m                 | 270 – 300 m        |
| Szerokość: | 20 m                  | 28 m               |
| Wyporność: | ok. 8000 t            | 25 000 – 30 000 t  |
| Samoloty:  | 15 – 30               | ponad 80           |
| Szybkość:  | 19 węzłów (35 km/h)   | 33 węzły (61 km/h) |
| Załoga:    | 850                   | ponad 3000         |

### Użycie bojowe
Pierwsze lotniskowce eskortowe powstały na zamówienie Royal Navy i stanowiły część floty przeznaczonej do eskortowania konwojów na trasach północnego Atlantyku. Część została zakupiona przez rząd brytyjski, część została wypożyczona flocie angielskiej na podstawie umowy Lend-Lease. W roli eskortowej samoloty z tych okrętów używane były do patrolowania przestrzeni powietrznej wokół konwoju, odstraszania czy zestrzeliwania niemieckich samolotów zwiadowczych oraz do patroli przeciwko okrętom podwodnym. Służyły także jako transportowce lotnicze, przewożąc samoloty ze Stanów Zjednoczonych do Anglii, w tej roli mogły przewozić dwukrotnie więcej samolotów niż zazwyczaj, gdyż samoloty były także ustawiane na pokładzie lotniczym.
Po Brytyjczykach także Amerykanie przekonali się do wysokiej użyteczności tego typu okrętów: startujące z nich samoloty współpracujące z płynącymi w osłonie konwoju niszczycielami znakomicie się uzupełniały, „polując” na niemieckie okręty podwodne. Jeden z amerykańskich lotniskowców eskortowych USS „Guadalcanal” dowodzony przez kapitana Daniela Gallery’ego odegrał zasadniczą rolę w zdobyciu niemieckiego U-Boota U-505 u wybrzeży Afryki Północnej w 1944.
Na teatrze działań na Pacyfiku, gdzie zagrożenie atakami okrętów podwodnych nieprzyjaciela było znacznie mniejsze, lotniskowce eskortowe były używane zazwyczaj do zadań taktycznych, takich jak osłona powietrzna desantów czy konwojów. Czasami służyły także jako „zapasowe” lotniskowce eskortujące większe lotniskowce floty – w czasie, gdy ich „większy brat” był zajęty przygotowywaniem samolotów do ataku, mniejszy lotniskowiec eskortowy zapewniał jego osłonę powietrzną i służył jako zapasowy pas startowy dla znajdujących się jeszcze w powietrzu samolotów z większego lotniskowca. Używano ich także jako okrętów transportowych przewożących samoloty lub części zamienne ze Stanów Zjednoczonych na odległe wyspy.
Najwspanialszą kartą w historii działań lotniskowców eskortowych była bitwa koło wyspy Samar, kiedy to trzy grupy lotniskowców eskortowych dowodzone przez Cliftona Sprague’a skutecznie nawiązały walkę ze znacznie potężniejszą flotą japońską i zmusiły ją do odwrotu.
Japończycy swoje lotniskowce eskortowe typu Taiyō przebudowali z transatlantyków wybudowanych przez przedsiębiorstwo żeglugowe Nippon Yūsen. Były one większe od przeciętnych odpowiedników angielskich i amerykańskich. Wszystkie zostały zatopione przez amerykańskie okręty podwodne podczas działań wojennych na Pacyfiku.
Łącznie w okresie II wojny światowej zbudowano 130 lotniskowców eskortowych, sześć z nich to przebudowane w stoczniach brytyjskich statki handlowe (HMS „Nairana”, HMS „Campania”, HMS „Activity”, HMS „Pretoria Castle”, HMS „Vindex” i HMS „Audacity”), pozostałe 124 lotniskowce zostały zbudowane w stoczniach amerykańskich. Pierwsze z nich powstały podobnie jak lotniskowce brytyjskie po przebudowaniu frachtowców (czy w przypadku typu Sangmom po modernizacji zbiornikowców), późniejsze konstrukcje powstały w oparciu o kadłuby nieskończonych jeszcze statków typu Liberty.

## Okres powojenny
Po 1945 pojawiło się wiele rewolucyjnych technologii, które pociągnęły za sobą daleko idące zmiany zarówno w taktyce użycia okrętów, jak i w samym sposobie ich budowania. Wprowadzenie śmigłowców oznaczało, że wyposażone w nie fregaty mogły przejąć część zadań (patrole przeciwko okrętom podwodnym) dotychczas wykonywanych przez lotniskowce eskortowe, wejście do służby kierowanych pocisków przeciwlotniczych zmniejszyło zapotrzebowanie na stałą osłonę lotniczą, a nowe technologie lotnicze (silnik odrzutowy i tankowanie w locie) spowodowały, że lotniskowce eskortowe przestały być już potrzebne w roli „zapasowych lotnisk”. W rezultacie typ „Commencement Bay” był ostatnim wybudowanym typem lotniskowców eskortowych, a powstałe wcześniej okręty tego typu zostały bardzo szybko wycofane ze służby.
W początkowym okresie wojny wietnamskiej kilka lotniskowców eskortowych zostało ponownie wprowadzonych do służby na krótki okres w roli „pomocniczych transportowców lotniczych” (air transport auxiliary – AKV) przewożących samoloty ze Stanów Zjednoczonych do baz południowowietnamskich, ale pozostały w służbie niecałe dwa lata, aż do czasu, kiedy wszystkie główne typy samolotów amerykańskich zostały wyposażone w urządzenia do tankowania w powietrzu, co przedłużyło ich zasięg na tyle, że mogły bez międzylądowania pokonać dystans z Ameryki do lotnisk położonych bliżej Wietnamu.
Ostatnim rozdziałem w historii lotniskowców eskortowych były dwie adaptacje tych okrętów do nowych zadań, które okazały się na tyle udane, że na podstawie zdobytych w ten sposób doświadczeń powstały dwie nowe klasy okrętów.
W 1955 USS „Thetis Bay” (CVE-90) został przebudowany z lotniskowca na „helikopterowiec” CVHA-1 (helicopter carrier), przewoził on śmigłowce używane do osłony atakujących żołnierzy w pierwszej fazie operacji desantowych. W późniejszym okresie „Thetis Bay” został przebudowany na okręt desantowy (amphibious assault ship) (LHP-6). Okręt został wycofany ze służby w 1964, ale doświadczenia zdobyte w czasie przebudowy i eksploatacji tego okrętu wpłynęły w znaczny sposób na powstanie używanej do czasów dzisiejszych klasy okrętów.
Innym nowatorskim pomysłem było przebudowanie USS „Gilbert Island” (CVE-107) – pod zmienioną nazwą USS „Anapolis” na pokładzie tego okrętu wzniesiono 24 maszty radiowe i w czasie wojny wietnamskiej służył on jako „pływająca stacja przekaźnikowa” przekazująca sygnały radiowe pomiędzy Stanami Zjednoczonymi a Wietnamem. Okręt został wycofany ze służby w 1976, ale na jego podstawie powstała amerykańska klasa okrętów „okręty dowodzenia desantem” (amphibious command ship) – okręty dowodzenia typu ''Blue Ridge''.
Do czasów dzisiejszych nie przetrwał żaden lotniskowiec eskortowy ani lotniskowiec lekki. Ostatni lotniskowiec eskortowy USS „Gilbert Islands” (CVE-107) został sprzedany na złom w 1976, a ostatni lotniskowiec lekki USS „Cabot” został zezłomowany w 2002 po trwającym przez dekadę boju o zachowaniu go jako okręt muzealny.